# Дегтерьов Юрій Віталійович
Юрій Віталійович Дегтерьов (5 жовтня 1948, Сталіно, Сталінська область, Українська РСР, СРСР — 9 жовтня 2022, Донецьк, Донецька область, Україна) — радянський футболіст, воротар. Майстер спорту СРСР — 1966, Майстер спорту СРСР міжнародного класу — 1968 рік. Легенда футбольного клубу «Шахтар», у складі якого провів всю кар'єру. Гравець збірної СРСР. Учасник установчої конференції «Футбольного союзу ДНР»

## Спортивна кар'єра
Розпочав займатися футболом у групі підготовки донецького «Шахтаря». Перший тренер — Петро Пономаренко. Пройшовши всі етапи підготовки, з 1967 року почав з'являтися в основному складі гірників. Перед тим, як стати основним воротарем донеччан, здобув низку командних титулів міжнародного ґатунку з молодіжною збірною СРСР.
З наступного та по 1983 рік був основним воротарем «Шахтаря». На думку Льва Яшина, саме Дегтерьов мав бути його наступником у рамці воріт радянської збірної, але в Москві вважали інакше. Не витримавши конкуренції з Юрієм Дегтерьовим, перейшов у столичне «Торпедо» старший із братів Чанових — В'ячеслав. Молодший, Віктор, на якого покладав надії тренерський штаб, що він прийме естафету від ветерана, відгукнувся на пропозицію київського «Динамо».
Один з найкращих воротарів в історії українського радянського футболу.

## Статистика виступів

### Клубна
| Клуб     | Сезон  | Чемпіонат | Чемпіонат | Кубок | Кубок | Єврокубки | Єврокубки | Всього | Всього |
| Клуб     | Сезон  | Ігри      | ГП        | Ігри  | ГП    | Ігри      | ГП        | Ігри   | ГП     |
| -------- | ------ | --------- | --------- | ----- | ----- | --------- | --------- | ------ | ------ |
| Шахтар   |        |           |           |       |       |           |           |        |        |
| 1967     | 1      | 1         | -         | -     | -     | -         | 1         | 1      |        |
| 1968     | 18     | 17        | 4         | 4     | -     | -         | 22        | 21     |        |
| 1969     | 6      | 4         | 1         | 1     | -     | -         | 7         | 5      |        |
| 1970     | 2      | 4         | -         | -     | -     | -         | 2         | 4      |        |
| 1971     | 29     | 34        | 3         | 4     | -     | -         | 32        | 38     |        |
| 1972     | 32     | 16        | 2         | 3     | -     | -         | 34        | 19     |        |
| 1973     | 24     | 22        | 3         | 5     | -     | -         | 27        | 27     |        |
| 1974     | 25     | 29        | 7         | 7     | -     | -         | 32        | 36     |        |
| 1975     | 30     | 23        | 1         | 1     | -     | -         | 31        | 24     |        |
| 1976 (в) | 14     | 16        | 3         | 2     | -     | -         | 17        | 18     |        |
| 1976 (о) | 14     | 9         | -         | -     | 6     | 5         | 20        | 14     |        |
| 1977     | 29     | 24        | 3         | 1     | -     | -         | 32        | 25     |        |
| 1978     | 21     | 19        | 8         | 4     | 2     | 4         | 31        | 27     |        |
| 1979     | 24     | 20        | 4         | 4     | 2     | 3         | 30        | 27     |        |
| 1980     | 17     | 25        | 6         | 2     | -     | -         | 23        | 27     |        |
| 1981     | 4      | 5         | -         | -     | -     | -         | 4         | 5      |        |
| 1982     | 23     | 26        | 2         | 1     | -     | -         | 25        | 27     |        |
| 1983     | 8      | 7         | -         | -     | -     | -         | 8         | 7      |        |
| Всього   | Всього | 321       | 301       | 47    | 39    | 10        | 12        | 378    | 352    |

## Титули та досягнення
- Срібний призер Чемпіонату СРСР: 1975, 1979 років.
- Бронзовий призер чемпіонату СРСР: 1978 року.
- Володар Кубку СРСР: 1980 року.
- Фіналіст Кубку СРСР: 1978 року.
- Чемпіон Європи (U-18): 1966, 1967
- Найкращий воротар СРСР: 1977 року.
- Третій футболіст СРСР: 1977 року.
- У списках 33 найкращих футболістів сезону в СРСР (5): № 1 — 1977; № 3 — 1968, 1976, 1978, 1979 років.
- У списках 33 найкращих футболістів сезону в Української РСР (7): № 1 — 1977, № 2 — 1968, 1971, 1973, 1974, 1975, 1976 років.
- Член Клубу Євгена Рудакова: 148 матчів на «0».
- Входить у символічний «Клуб Лева Яшина» (воротарі, що зіграли «0» понад 100 офіційних матчів): 148 матчів